# Бата (Болгария)
Ба́та (болг. Бата) — село в Болгарии. Находится в Бургасской области, входит в общину Поморие. Население составляет 1235 человек.

## Политическая ситуация
В местном кметстве Бата, в состав которого входит Бата, должность кмета (старосты) исполняет Георги Неделчев Георгиев (независимый) по результатам выборов.
Кмет (мэр) общины Поморие — Петыр Георгиева Златанов (независимый) по результатам выборов.